# مسجد جينغربر
مسجد جينغربر (بالفرنسية: Mosquée Djingareyber)‏ في تمبكتو، مالي هو مركز تعليمي مشهور في مالي بُني عام 1327، ويشار إليه باسم جينغربر أو جينجاري بلغات مختلفة. يقال أن تصميمه تم بواسطة أبو اسحاق الساحلي الذي دفع له موسى الأول ملك مالي، 200 كيلوغرامًا (40،000 ميثكال) من الذهب. ووفقًا لابن خلدون، أحد أشهر المصادر في مالي في القرن الرابع عشر، فقد مُنح الساحلي 12,000 ميثكال من غبار الذهب لتصميم وبناء جينجاريبر في تمبكتو. لكن المزيد من التحليل المنطقي يشير إلى أن دوره، إن وجد، كان محدودًا للغاية. وصلت الحرف المعمارية في غرناطة إلى ذروتها بحلول القرن الرابع عشر، ومن غير المحتمل للغاية أن يكون للشاعر المثقف والثري ما هو أكثر من معرفة المتفوق بتعقيدات الممارسة المعمارية المعاصرة.
باستثناء جزء صغير من الواجهة الشمالية، التي تم تعزيزها في الستينيات بكتل الحجر الجيري، المستخدمة أيضًا على نطاق واسع في بقية المدينة)، والمئذنة بنيت أيضًا من الحجر الجيري وطليت بالطين، مسجد جينغربر مصنوع بالكامل من الأرض بالإضافة إلى المواد العضوية مثل الألياف والقش والخشب. ولديها ثلاثة أفنية داخلية ومئذنتان وخمسة وعشرون صفًا من الأعمدة المحاذية في اتجاه الشرق والغرب ومساحة للصلاة تسع 2000 شخص.
مسجد جينجاريبر هو واحد من أربع مدارس تؤلف جامعة تمبكتو. تم إدراجه في قائمة مواقع التراث العالمي لليونسكو في عام 1988، وفي عام 1990 تم اعتباره في خطر بسبب زحف الرمال. بدأ مشروع مدته أربع سنوات من أجل ترميم المسجد وإعادة تأهيله في يونيو 2006، ويتم تنفيذه وتمويله من قبل صندوق الآغا خان للثقافة.
في 26 فبراير 2010، خلال ذكرى المولد النبوي، قتل تدافع إلى المسجد حوالي 26 شخصًا وجُرح ما لا يقل عن 55 آخرين ومعظمهم من النساء والأطفال.